# トワイライト・タイム
トワイライト・タイム  (Twilight Time)は、フィンランドのパワーメタルバンド・ストラトヴァリウスのスタジオアルバムである。

## 概要
もともと『Stratovarius II』というタイトルでBluelight Recordsから1991年にフィンランド国内でリリースしていたが、ドイツのノイズレコードと契約が結べたためにアルバムタイトルとジャケットを変更してヨーロッパで発売されたアルバムである。ベーシストとしてヤリ・ベヘムの名前がクレジットされているが、実際にはほとんどのベースプレイはティモ・トルキが行った。次回作『ドリームスペース』の製作中にベーシストのヤリ・カイヌライネンが加入するため、ティモ・トルキがベースを弾いている最後のアルバムになる。
日本版発売は1993年だが、1992年の輸入盤チャートで長期間1位を獲得していた。日本版発売を機会に1993年7月にティモ・トルキはプロモーションのために初来日している。

## 収録曲
1. "ブレイク・ジ・アイス" -"Break the Ice" – 4:39
2. "ザ・ハンズ・オブ・タイム" -"The Hands of Time" – 5:34
3. "マッドネス・ストライクス・アト・ミッドナイト" -"Madness Strikes at Midnight" – 7:18
4. "メタル・フレンジー" -"Metal Frenzy" – 2:18
5. "トワイライト・タイム" -"Twilight Time" – 5:49
6. "ザ・ヒルズ・ハヴ・アイズ" -"The Hills Have Eyes" – 6:18
7. "アウト・オブ・ｻﾞ・シャドー" -"Out of the Shadows" – 4:07
8. "リード・アス・イントゥ・ザ・ライト" -"Lead Us into the Light" – 5:45

1. 8,はトルキ作詞作曲、#4はトルキ作曲。その他の曲はトルキ作曲/ラッシーラ作詞でクレジットされている。

## 参加ミュージシャン
- ティモ・トルキ - Guitar, Vocals, Bass
- ヤリ・ベヘム - Bass
- アンティ・イコーネン - Keyboards
- トゥオモ・ラッシーラ - Drums